# لاوری تانر
لاوری تانر (فنلاندی: Lauri Tanner; ۲۰ نوامبر ۱۸۹۰ – ۱۱ ژوئیهٔ ۱۹۵۰) ژیمناست هنری و بازیکن فوتبال اهل فنلاند بود.
از باشگاه‌هایی که در آن بازی کرده‌است می‌توان به باشگاه فوتبال هلسینکی اشاره کرد.